# Ensenada (comune)
Ensenada (Jta' Samák Wa' U' in lingua kiliwa) è uno dei 5 comuni dello Stato messicano della Bassa California.  Conta 466 814 abitanti secondo il censimento del 2010.
L'area metropolitana di Ensenada costituisce la terza città per ordine di grandezza dello Stato messicano della Bassa California con 689 075 abitanti.

## Geografia
Confina: a Nord con i Comuni di Playas de Rosarito, Tijuana, Tecate e Mexicali, a Ovest con l'Oceano Pacifico, a est: con il Comune di Mexicali e col Golfo di California (Mar de Cortés), e al Sud con lo Stato della Bassa California del Sud.
Il comune si estende su una superficie di 51 952 km² (pari a quella della Bosnia-Erzegovina).

### Località principali
La città di Ensenada è a capo dell'omonimo comune che è diviso in 24 delegazioni.
1. La Misión
2. El Porvenir
3. Francisco Zarco
4. Real del Castillo
5. El Sauzal
6. Ensenada
7. San Antonio de las Minas
8. Chapultepec
9. Maneadero (con la sotto delegazione Esteban Cantú)
10. Santo Tomás
11. Eréndira
12. San Vicente
13. Valle de la Trinidad
14. Punta Colonet
15. Camalú
16. Vicente Guerrero
17. San Quintín
18. El Rosario
19. Puertecitos
20. El Marmol
21. Punta Prieta
22. Bahía de los Angeles
23. Calmallí
24. Isla de Cedros

### Altre località
- Cataviñá
- Santa Rosaliíta